# Grądki (województwo mazowieckie)
Grądki – wieś w województwie mazowieckim, w powiecie warszawskim zachodnim, w gminie Leszno. Leży na południowych obrzeżach Puszczy Kampinoskiej.
Wieś wchodzi w skład sołectwa Grądy.
Mała wieś z 62 mieszkańcami, położona 2 km na południowy zachód od Leszna oraz 1 km na południowy zachód od wsi Grądy, z którą tworzy sołectwo Grądy-Grądki. 
W latach 1975–1998 miejscowość administracyjnie należała do województwa warszawskiego.